# Política exterior del gobierno de Hugo Chávez

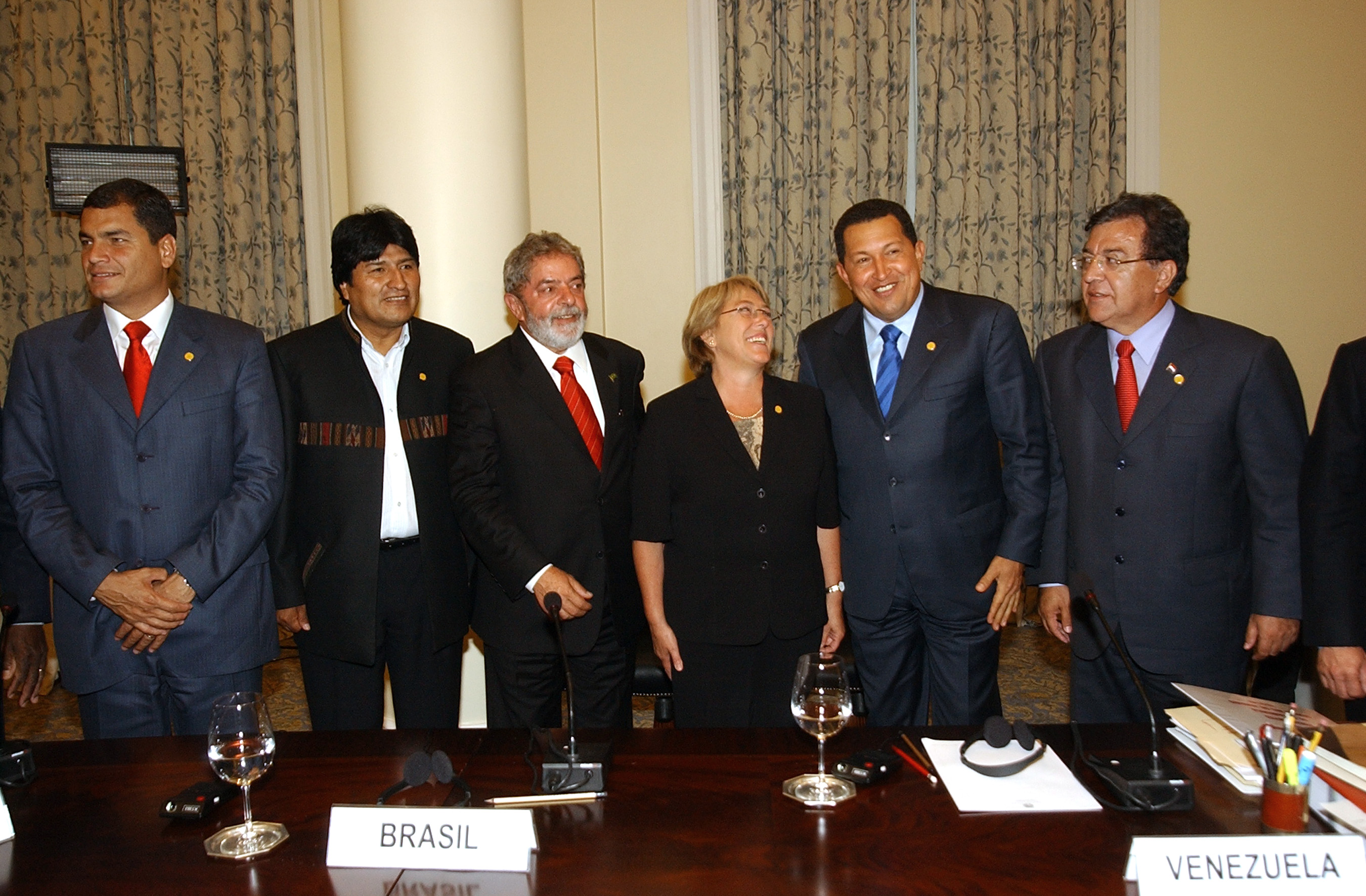
Reunión de Presidentes en Río de Janeiro. De izquierda a derecha: Rafael Correa (Ecuador), Evo Morales (Bolivia), Luis Inácio Lula da Silva (Brasil), Michelle Bachelet (Chile), Hugo Chávez (Venezuela) y Nicanor Duarte Frutos (Paraguay).

Las relaciones exteriores de Venezuela durante el gobierno de Hugo Chávez estaban bajo las funciones del jefe de Municipio y Presidente de Venezuela, quien delegaba funciones al Ministerio del Poder Popular para las Relaciones Exteriores, representado por un ministro de Exteriores o canciller, siendo Nicolás Maduro el que más tiempo estuvo a cargo, entre 2006 y 2013.  
El gobierno de Hugo Chávez se caracterizó por una política exterior activa y polémica durante su mandato. Sus relaciones exteriores estuvieron marcadas por su ideología socialista y antiimperialista, buscando establecer alianzas con países que compartían su visión política y desafiando a aquellos que consideraba enemigos de su Revolución bolivariana.
Chávez promovió la integración regional y la creación de organizaciones como la Alianza Bolivariana para los Pueblos de Nuestra América (ALBA) y la Unión de Naciones Suramericanas (UNASUR). Buscaba fortalecer la cooperación económica y política entre los países latinoamericanos, con el objetivo de contrarrestar la influencia de Estados Unidos en la región.

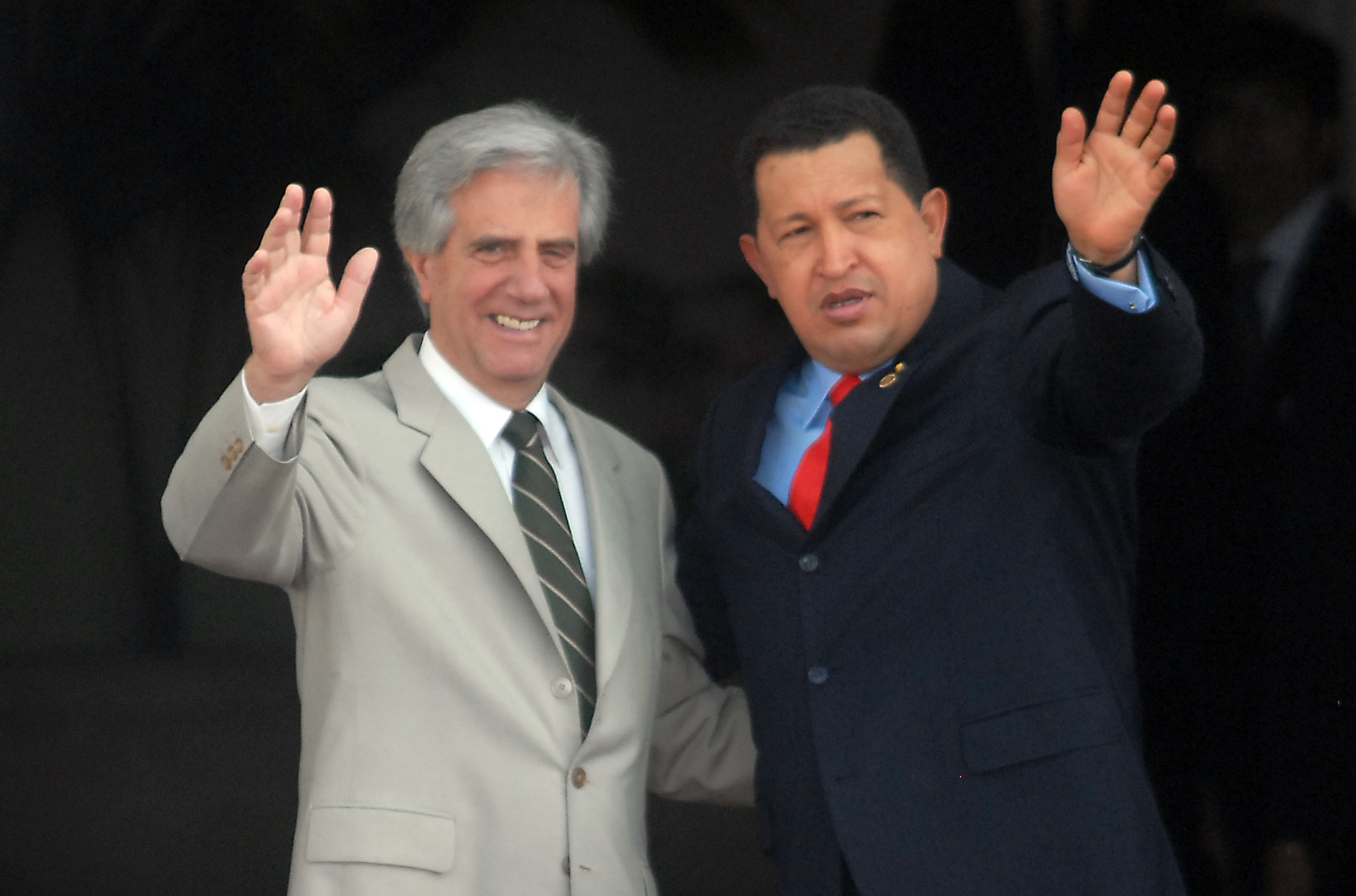
Los presidentes Tabaré Vázquez y Hugo Chávez (2007).

Chávez también mantuvo estrechos vínculos con países como Rusia y China, buscando diversificar las alianzas internacionales de Venezuela y promover acuerdos comerciales y de cooperación en diversas áreas.
Durante el gobierno de Chávez se rompieron relaciones diplomáticas con Perú (2004-2007), Israel (2009-en adelante) y Colombia (2010). En cuanto a las relaciones con Estados Unidos, Chávez adoptó una postura de confrontación abierta, acusando al gobierno estadounidense de intervencionismo y colonialismo. Sus constantes críticas a la política exterior de Estados Unidos y su apoyo a regímenes considerados antiimperialistas, como Cuba e Irán, generaron tensiones y conflictos con el gobierno estadounidense.
Las relaciones exteriores de Chávez también fueron objeto de críticas. Sus alianzas con regímenes autoritarios y violadores de derechos humanos generaron preocupación en la comunidad internacional, así como su gestión económica y política interna, que llevó a la polarización y la erosión de la democracia en Venezuela. Si bien tuvo seguidores y detractores, su política exterior dejó un legado complejo y controvertido en la historia de Venezuela y de la región latinoamericana.

## Cancilleres
|        | Ministros de Exterior | Período                 | Período                 |
| Inicio | Ministros de Exterior | Final                   |                         |
| ------ | --------------------- | ----------------------- | ----------------------- |
| 1      | José Rángel Vale      | 2 de febrero de 1999    | 15 de febrero de 2001   |
| 2      | Luis Alfonso Dávila   | 15 de febrero de 2001   | 30 de mayo de 2002      |
| 3      | Roy Chaderton         | 30 de mayo de 2002      | 13 de febrero de 2004   |
| 4      | Jesús Arnaldo Pérez   | 13 de febrero de 2004   | 20 de noviembre de 2004 |
| 5      | Alí Rodríguez Araque  | 20 de noviembre de 2004 | 7 de agosto de 2006     |
| 6      | Nicolás Maduro        | 7 de agosto de 2006     | 16 de enero de 2013     |
| 7      | Elías Jaua            | 16 de enero de 2013     | 5 de marzo de 2013      |

## Historia
Desde que asumió el poder, Hugo Chávez aumentó progresivamente su proyección internacional desde la palestra de mandatario nacional y sus constantes viajes tuvieron generalmente carácter comercial. Sin embargo, a partir del 2003, su trabajo como figura internacional se iría combinando paulatinamente entre este trabajo diplomático y la promoción de su plataforma ideológica. Apoyó abiertamente a organizaciones y movimientos políticos que, en ciertos casos, estaban en abierta confrontación con los gobiernos nacionales. Tal es el caso de Perú y Colombia, así como lo fue en Bolivia, antes de la asunción de Evo Morales, a principios de 2006. Mantuvo además intensas relaciones diplomáticas con mandatarios internacionales abiertamente enfrentados al gobierno de los Estados Unidos, reuniéndose entre otros, con mandatarios como Nguyễn Minh Triết, Robert Mugabe, Fidel Castro, Sadam Huseín, Evo Morales y Mahmud Ahmadineyad. 
Hugo Chávez fue una de las figuras de mayor proyección internacional, siendo su popularidad especialmente alta[cita requerida] en algunos países de Latinoamérica, al haber sido precursor de la nueva Integración Latinoamericana y Caribeña, del Oleoducto del Sur, del Banco del Sur, de Telesur y de varios convenios con países pobres para la reducción de los costos en cuanto a materia energética se refiere. Sin embargo, algunos analistas califican estas acciones como una «diplomacia petrolera» y recibe críticas de algunos sectores por manejos «ineficientes» del gasto público y el costo que tiene exportar una «ideología bolivariana».

## América
Chávez impulsó políticas tales como la venta de petróleo, en condiciones de pago preferenciales, lo cual le valieron adhesiones en varios de los países del hemisferio, situación que años atrás parecía imposible.
Se afirma también que su política en América Latina, que incluía la creación y gestión de Petrosur, Petrocaribe, Telesur y otros, lo convirtieron en un personaje influyente en la región[cita requerida] y la aceptación de Venezuela dentro de Mercosur.
El gobierno de Hugo Chávez ha sido acusado también de «dividir» al continente ideológicamente y de promover un proyecto «expansionista» en la región.

### Argentina
Venezuela compró 5.147 millones en títulos de deuda argentina entre 2005 y 2007, ayudando al país a afrontar sus compromisos de pago y convirtiéndose en una de las principales fuentes de financiación externa.

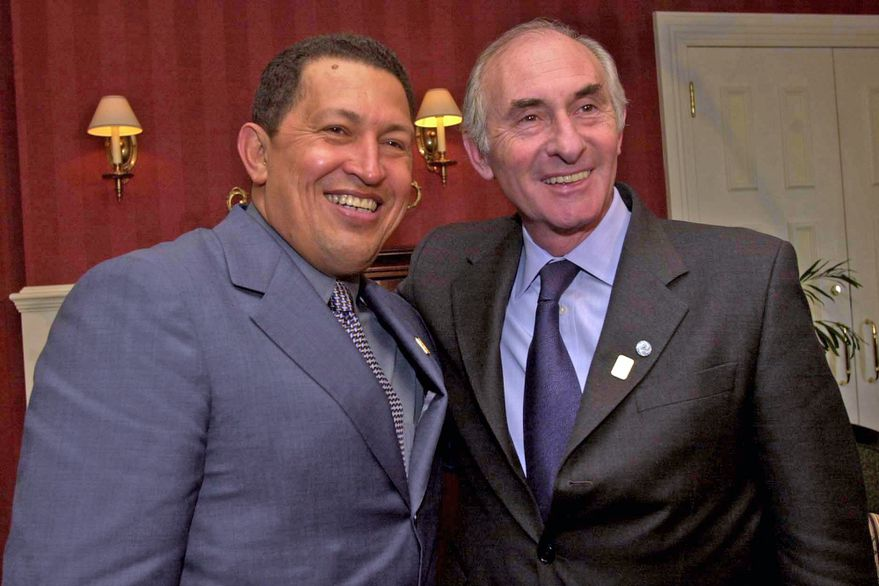
Chávez y el presidente Fernando de la Rúa.

En diciembre de 2007 estalló el caso Antonini Wilson, donde se incautaron en Argentina 800.000 dólares de una maleta proveniente de Venezuela. El dueño de ésta, Antonini Wilson, aseguró que eran para la campaña presidencial de Cristina Fernández de Kirchner. Hugo Carvajal, jefe de Inteligencia durante el gobierno de Chávez, confirmó la versión de Wilson, declarando ante el Tribunal Supremo de España que eran parte de una suma de 21 millones de dólares otorgado por el gobierno de Chávez a la campaña de Cristina Fernández de Kirchner, quien resultó ganadora.

### Bolivia y Cuba

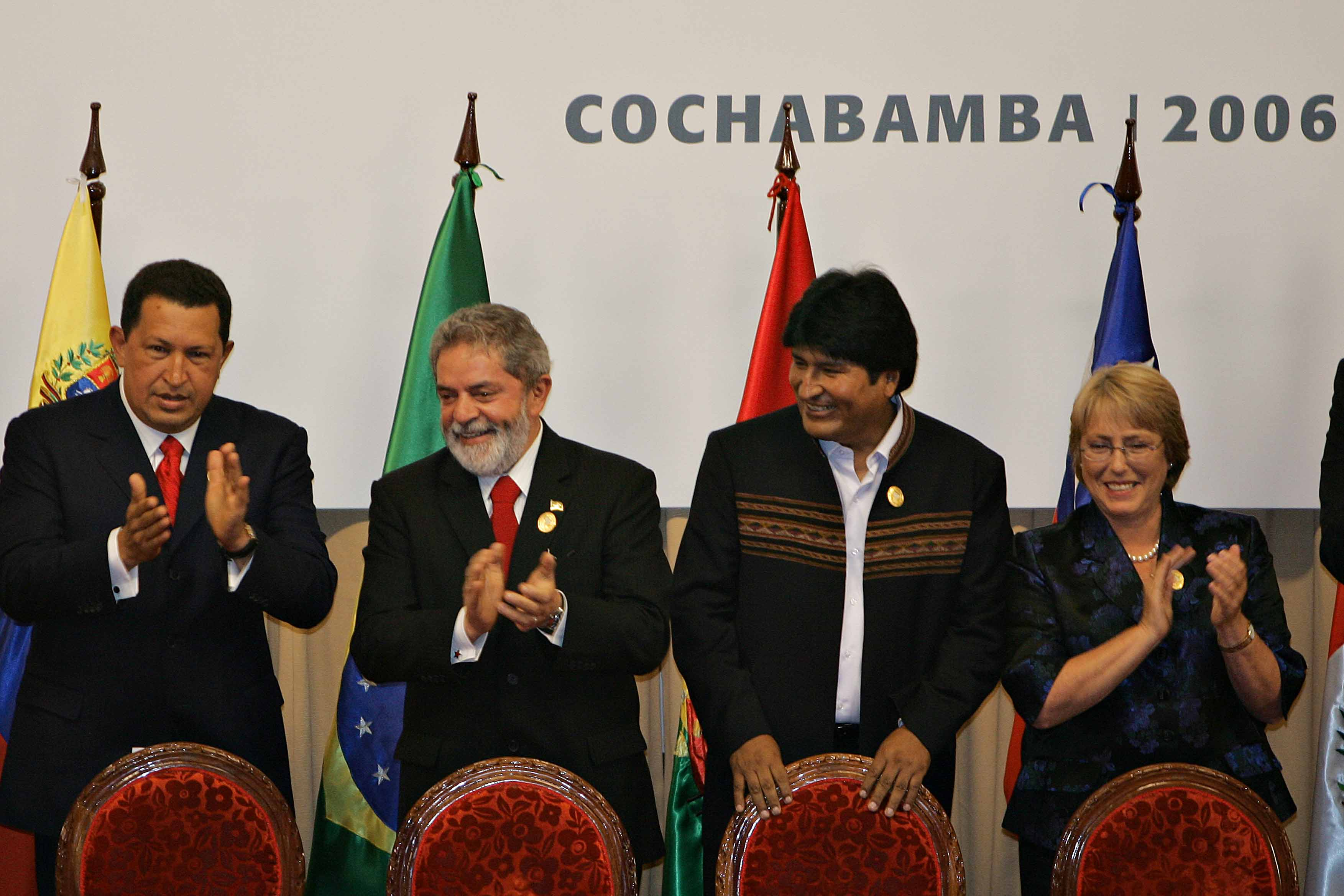
Los presidentes Chávez, Lula, Morales y Bachelet en Bolivia. 2006.

Su cercanía con Bolivia y Cuba (países gobernados en su momento, por Evo Morales y Raúl Castro, respectivamente), les permitió desarrollar planes de gran aceptación, dentro de ciertos sectores como salud y alfabetización.

### Colombia
Las relaciones con el gobierno de la República de Colombia han presentado algunos momentos de excepcional tensión e intercambio de reconvenciones entre cancillerías. Ha habido descontentos con el estado colombiano por mantener el refugio dado bajo la administración de Andrés Pastrana al expresidente Pedro Carmona junto a varios de los participantes del fallido golpe de Estado de 2002, así como también por la acusación, negada por el gobierno de Chávez, de recibir apoyo por parte de las Fuerzas Armadas Revolucionarias de Colombia (FARC).

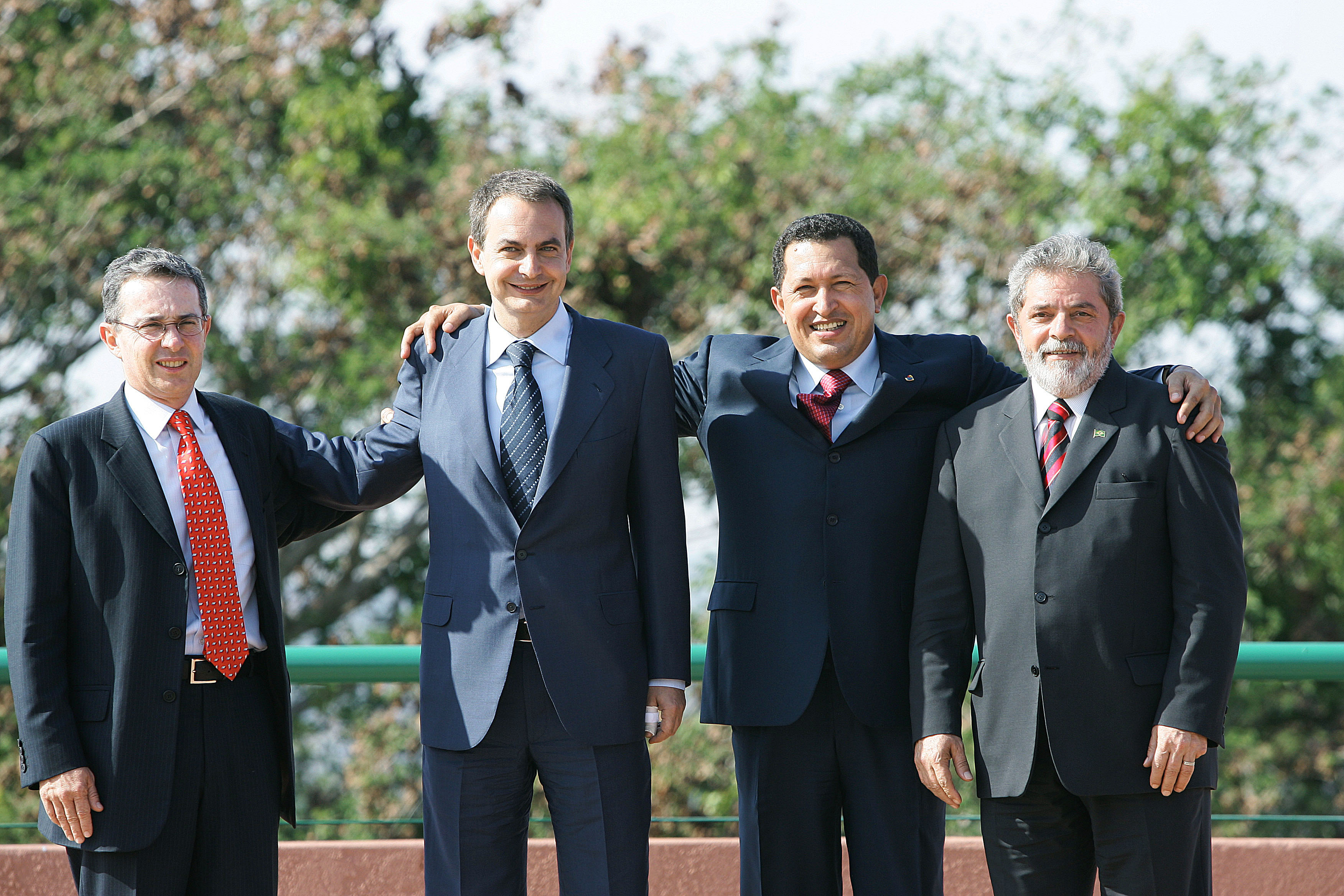
Álvaro Uribe, José Luis Zapatero, Hugo Chávez y Lula Da Silva.

A principios de 2005, la captura del miembro de las FARC Rodrigo Granda produjo una nueva crisis entre ambos países, pues el gobierno de Chávez acusó a Colombia de incursionar en territorio venezolano durante el procedimiento. Posteriormente, también causaron roces algunas declaraciones polémicas del ministro de defensa colombiano Juan Manuel Santos quien cuestionó algunas políticas del gobierno venezolano. A pesar de estos inconvenientes la relación entre los presidentes Chávez y Uribe había sido cordial.

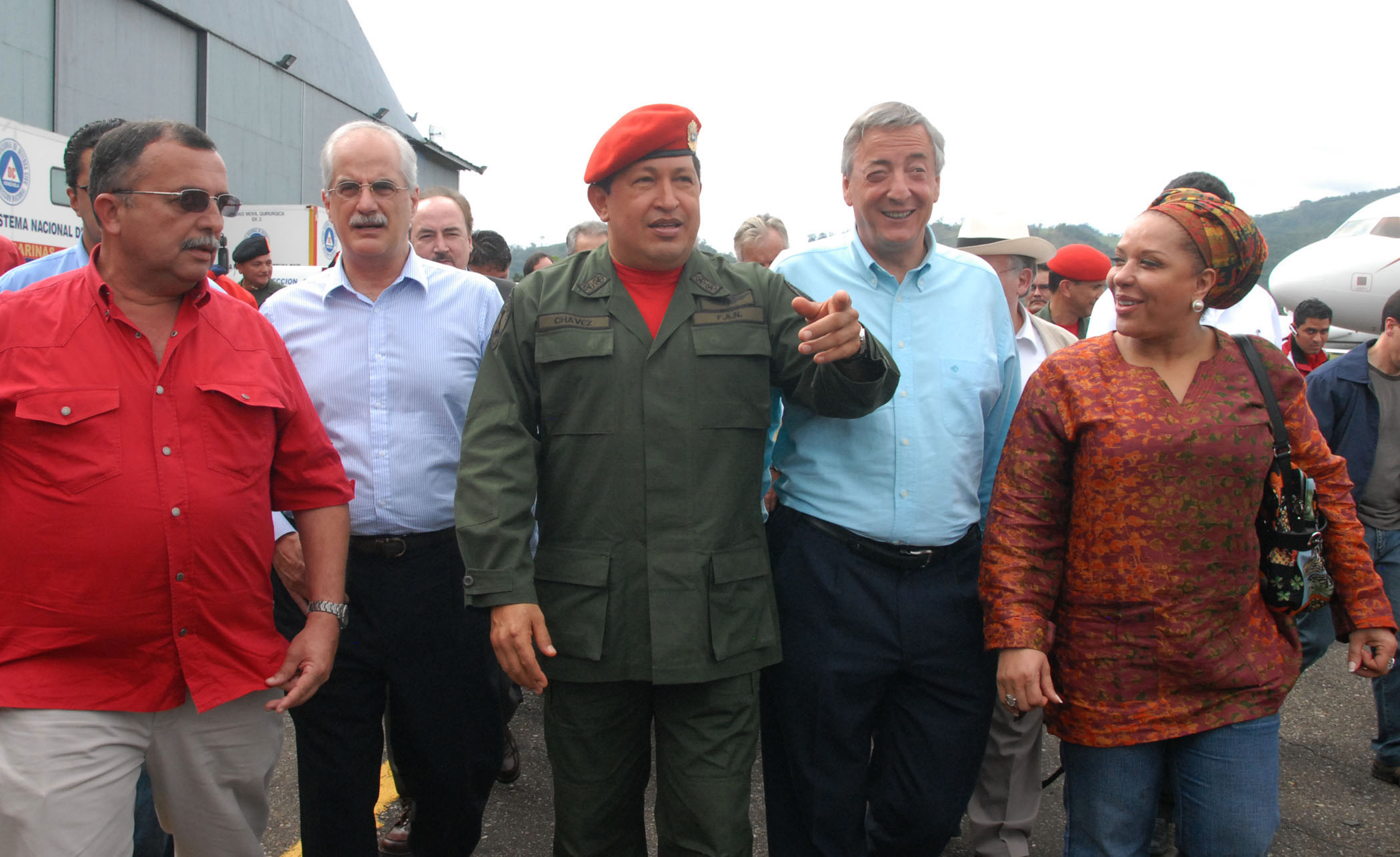
Los presidentes Chávez y Kirchner, junto a la senadora Piedad Córdoba (derecha) durante la Operación Emmanuel.

El 5 de agosto de 2007, durante el Aló Presidente número 289, la senadora opositora colombiana Piedad Córdoba le pide al presidente Chávez hacer gestiones ante al gobierno de Uribe para buscar salidas que propicien el Acuerdo Humanitario que consiste en lograr un acuerdo entre el gobierno colombiano y las FARC para la liberación de los secuestrados que son militares y civiles que permanecen en poder de esta guerrilla y del reintegro de guerrilleros presos a las filas de las Farc. Chávez habla sobre la importancia del tema pero dice que no actuará sin el aval del gobierno colombiano. Días más tarde el gobierno de Uribe se reúne con la senadora Córdoba y la nombra como mediadora, en dicha reunión se acuerda buscar la ayuda del presidente venezolano para buscar un acercamiento con las FARC. Tras una serie de reuniones con jefes guerrilleros, en noviembre de 2007 el gobierno colombiano decidió terminar abruptamente con la mediación de Chávez y Córdoba, por lo cual el presidente venezolano dijo haber perdido la confianza en Uribe, así como descartó seguir manteniendo relaciones con el país vecino mientras este último sea presidente de Colombia, y hubo un intercambio de palabras en los medios de comunicación de los dos mandatarios que deterioraron las relaciones entre los dos países.

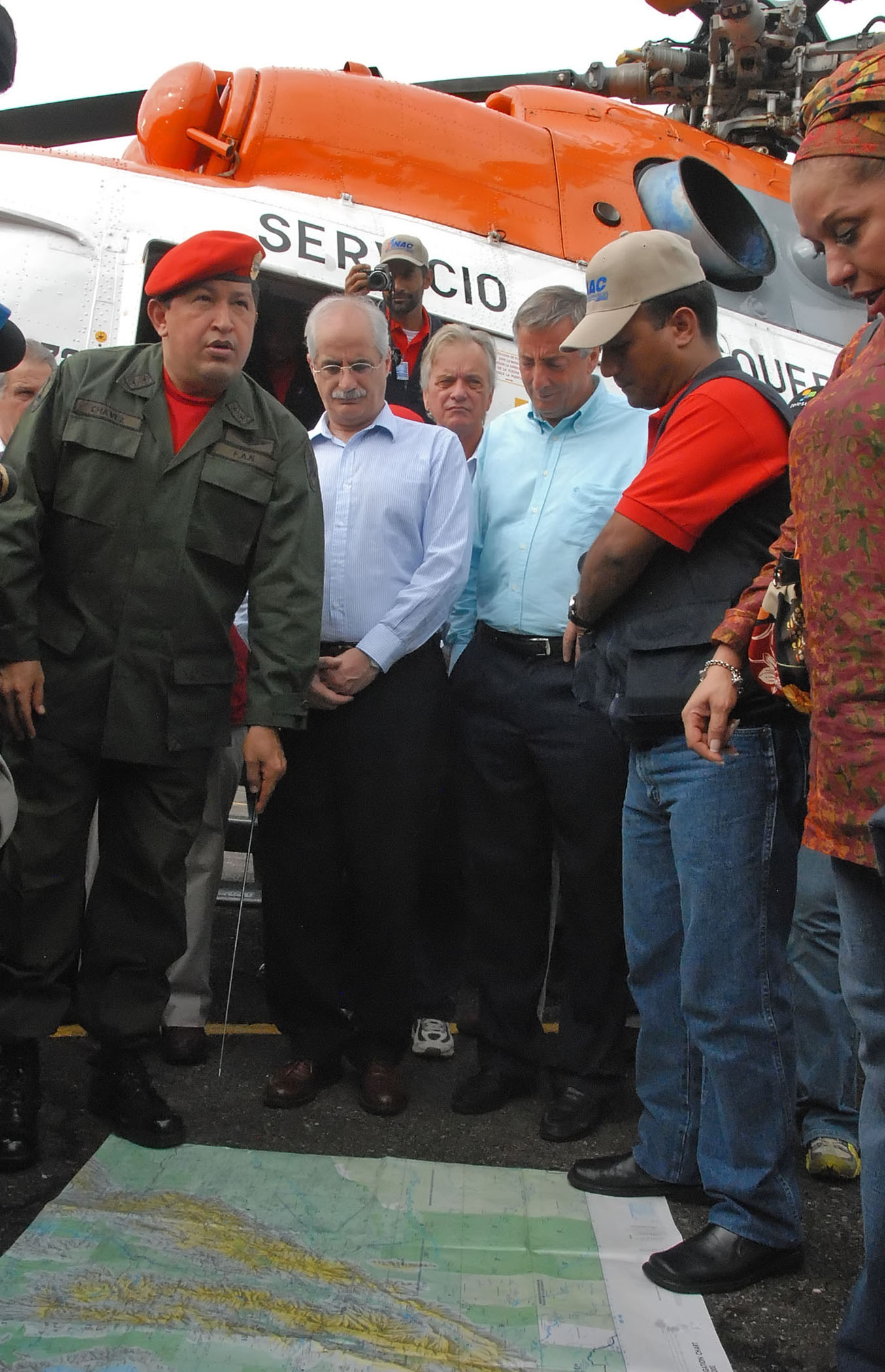
Operación Emmanuel.

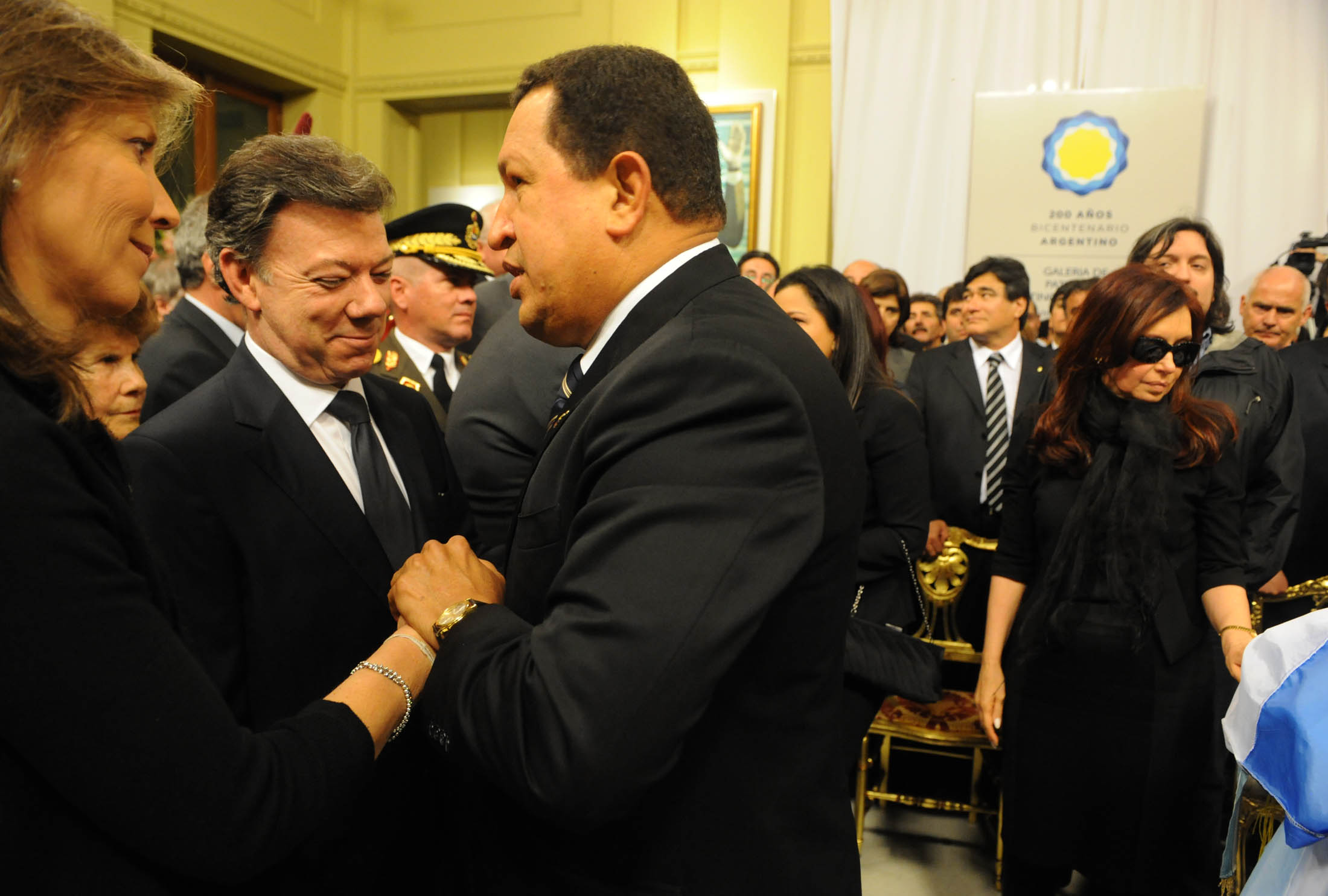
Los presidentes Santos y Chávez.

En diciembre de 2007 la guerrilla de las FARC anunciaron la pronta liberación de tres secuestrados como desagravio al presidente Chávez, para dicho evento Chávez comandó una operación de liberación de los secuestrados (Operación Emmanuel) con el aval del gobierno colombiano.

En enero de 2008, Chávez pidió excluir a las FARC de la lista de terroristas de la Unión Europea y de Estados Unidos. Tal medida no recibió acogimiento ni en Colombia, ni en Estados Unidos, la Unión Europea, Ecuador o Argentina. Posteriormente propuso considerar como fuerza beligerante a las FARC y aplicarle los Convenios de Ginebra:
Para que una fuerza insurgente sea beligerante, sea reconocida, no debe usar, por ejemplo, el secuestro como arma de lucha, debe renunciar al secuestro, a los actos terroristas contra la población civil.
Afirmó Chávez. Según algunas opiniones, los convenios de Ginebra son aplicados a todos los actores de conflictos internos, independientemente de su estatus. Sin embargo otros medios han señalado este hecho como un nuevo apoyo de Chávez a las FARC para expandir su ideología Bolivariana y como un chantaje de las FARC para conseguir el reconocimiento de beligerancia, el cual permitiría que otros países comiencen relaciones diplomáticas con un gobierno alterno en Colombia influenciado por Chávez y liderado por las FARC, además de brindarles asilo político, apoyo militar y económico.
El 25 de enero Chávez acusó «al Gobierno de Colombia de estar fraguando una conspiración, una provocación bélica contra Venezuela, por orden de Estados Unidos, para obligarnos a dar una respuesta que pudiera prender una guerra». Días antes catalogó al Presidente de Colombia Álvaro Uribe Vélez, de «cobarde, mentiroso, cizañero y maniobrero» rematando con que un «hombre así no merece ser presidente de nada, menos de un país». Al mismo tiempo Chávez ordenó reforzar militarmente la presencia en la frontera con Colombia.
El 4 de febrero, cuando el primer mandatario conmemoraba un año más de la intentona golpista que él mismo encabezó en 1992, Chávez realizó declaraciones que causaron polémica al decir que Venezuela limita «en buena parte del oeste y suroeste no con el Estado colombiano, sino con las FARC»". Pompeyo Márquez, el líder histórico de la izquierda venezolana declaró que: «Chávez utiliza a las FARC para posible guerra asimétrica», al estilo Hezbolá. En tanto, el escritor Oscar Yanes dijo que «El gobierno válido para Chávez no es el de Uribe sino el de las FARC»
El 1 de marzo, las fuerzas armadas colombianas bombardearon un campamento de las FARC sobre suelo ecuatoriano, el presidente venezolano condenó la violación de la soberanía del Ecuador diciendo que el gobierno colombiano debe abstenerse de hacer lo mismo en suelo venezolano porque «se encontrará con una guerra».
El 2 de marzo, a través de un programa de radio y televisión, ordenó al Ministro de Defensa de Venezuela, Gustavo Rangel, el envío de 10 batallones de tanques hacia la frontera con Colombia y solicitó al Canciller Nicolás Maduro el retiro de todo el personal de la embajada en Bogotá, y el cierre de la misma de «forma inmediata». El embajador Pavel Rondón se había retirado dos meses atrás sin retornar, cuando Chávez congeló las relaciones. Según él, el gobierno de Colombia pretende convertirse en el «Israel de América Latina».
Posteriormente volvió con un discurso en contra del presidente del vecino país: «Uribe es un criminal, no sólo un mentiroso, un paramilitar y dirige un narcogobierno, lacayo del imperialismo norteamericano, subordinado de Bush, hace lo que él manda a hacer. Es un criminal y dirige una banda de criminales en el Palacio de Nariño». El 9 de marzo gracias a la mediación del presidente dominicano Leonel Fernández las diferencias diplomáticas entre Colombia y Venezuela quedan zanjadas en la Cumbre de Río.
10 de marzo el embajador de Colombia en Venezuela, Fernando Marín, expulsado por Chávez regresa a Caracas. Las relaciones comenzaron a normalizarse en julio de 2008 cuando los dos mandatarios se encontraron en República Dominicana, durante la denominada Cumbre de Santo Domingo. Chávez descalificó el informe de la Policía Internacional (Interpol) entregado en Bogotá, en el que el organismo certifica que las computadoras de "Reyes", en las que aparecen documentos que supuestamente establecen nexos entre las FARC y los Gobiernos de Venezuela y de Ecuador, no fueron alteradas. Chávez dijo que su enemistad con Uribe se produjo por el hecho de que no lo llamó al momento de terminar la mediación pero aseguró que era momento de pasar la página y restablecer las relaciones.
Colombia denunció ante el Consejo Permanente de la OEA la presunta presencia de campamentos de las FARC y el ELN en territorio venezolano. Chávez respondió el 22 de julio de 2010 Chávez anunciandoː «No nos queda, por dignidad, más que romper totalmente las relaciones diplomáticas con la hermana República de Colombia». Dos horas después el canciller Nicolás Maduro, anunció ante la prensa que dio 72 horas al personal de la embajada de Colombia en Caracas para que abandonara el país y ordenó el «cierre» de la legación diplomática en Bogotá. Las relaciones fueron reanudadas tras la llegada a la presidencia de Juan Manuel Santos; el 11 de agosto de ese año, en un encuentro en Colombia, Chávez le dijo «Cuente con mi amistad, presidente Santos».

### Ecuador

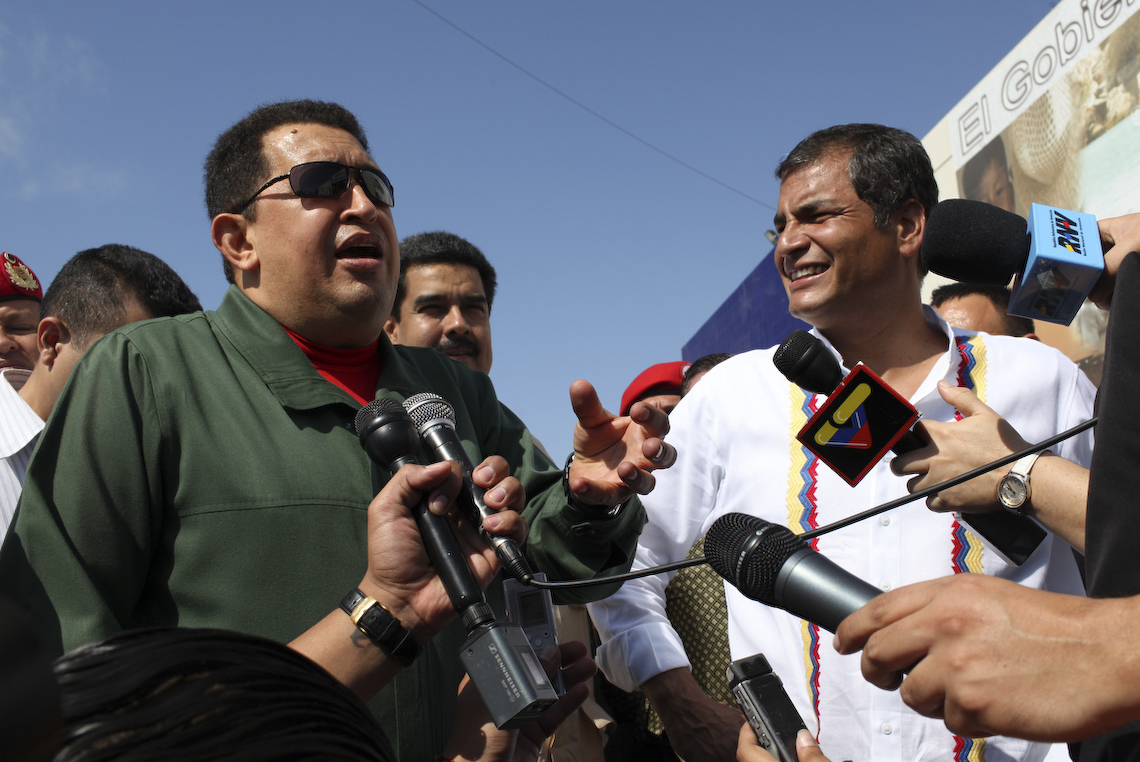
Los presidentes Chávez y Correa (2011).

Un cable filtrado de Wikileaks reveló que la embajada de Estados Unidos en Ecuador le había comunicado al departamento de Estado de Estados Unidos que creían que el gobierno de Chávez estaba entrenando guerrilleros en Venezuela para apoyar a la izquierda política en Ecuador desde 2004 y desestabilizar al gobierno de Lucio Gutiérrez. Gutiérrez después se refirió a las filtraciones de Wikileaks para acusar a Hugo Chávez de ser parte de un supuesto complot que llevó a su salida del gobierno.

### El Salvador
Un informe de la Dirección Nacional de Inteligencia entregado al Senado de Estados Unidos en 2008 señaló que el gobierno de Chávez financiaba «generosamente» la campaña de Mauricio Funes, del Frente Farabundo Martí para la Liberación Nacional (FSLN) de El Salvador. El presidente salvadoreño Elías Antonio Saca se mostró «preocupado» por el informe y declaró: «Es inaceptable cualquier tipo de injerencia de un gobierno como el de Venezuela en la política interna salvadoreña». El FSLN, por su parte, negó las acusaciones.

### Estados Unidos

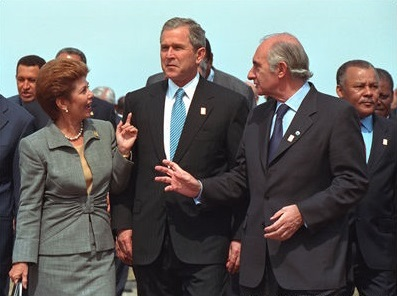
Chávez, George W. Bush y Fernando de la Rúa en 2001.

Como resultado de la hostilidad mutua con George W. Bush, en 2005, los agregados militares estadounidenses en territorio venezolano fueron expulsados, acusados de violar la soberanía nacional y las leyes venezolanas, de cometer conspiración y espionaje. Se hizo lo propio con la DEA y después con las misiones evangélicas Las Nuevas Tribus. Se les permitió quedarse a los funcionarios diplomáticos estadounidenses en la Embajada de Caracas.

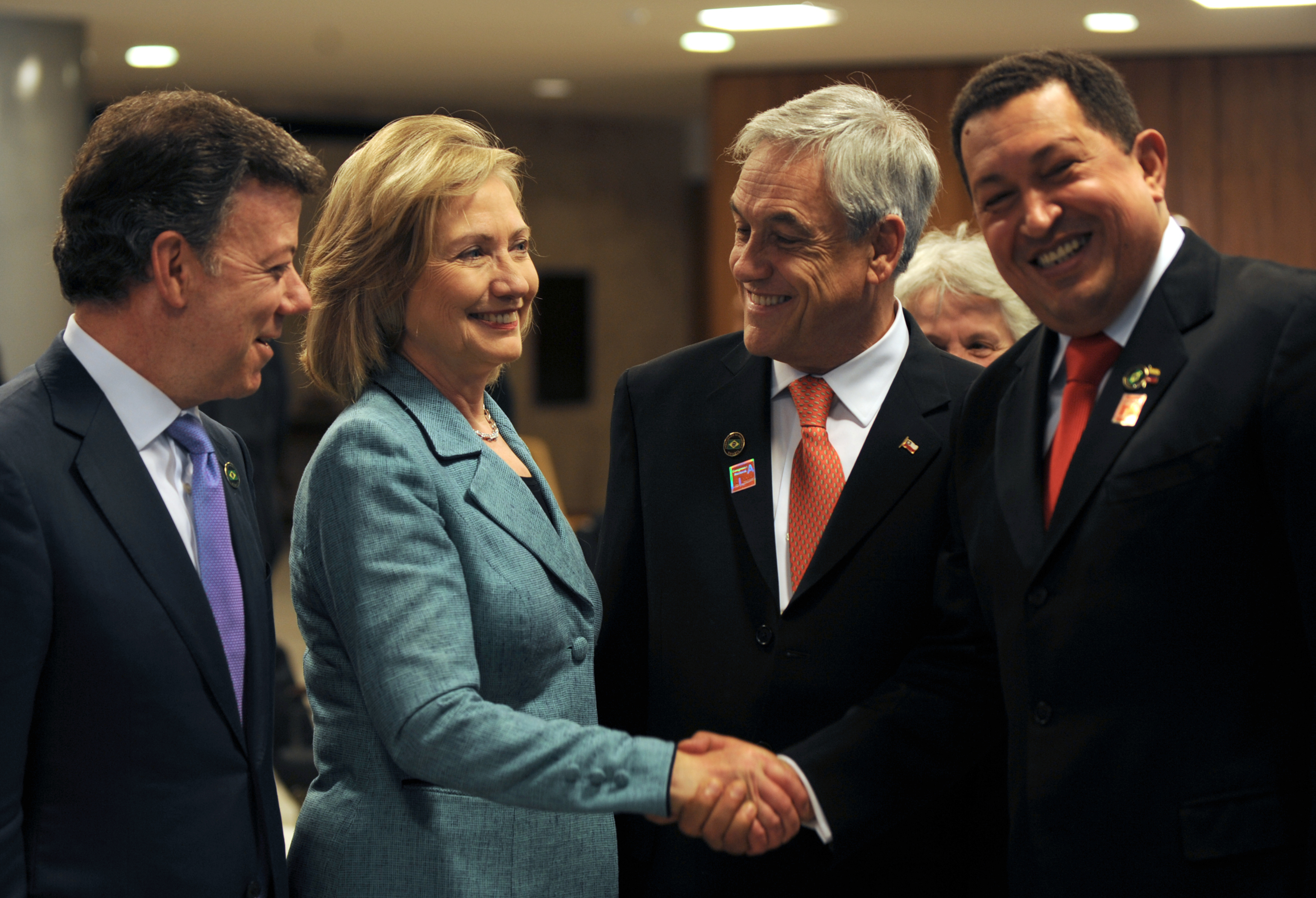
Juan Manuel Santos, Hillary Clinton, Sebastián Piñera y Hugo Chávez.

Análogamente, algunos funcionarios venezolanos han tenido problemas a la hora de pisar suelo estadounidense, negándoseles visados y entrada por parte del gobierno de Bush. Al personal cercano al propio Chávez, les habían negado en un principio la visa para asistir a la asamblea general de la ONU, en Nueva York, en la que Chávez dio un vigoroso discurso en el que criticó la resolución «impuesta por Estados Unidos de manera antidemocrática» en la asamblea, así como también criticó la política exterior de Estados Unidos, calificó a Bush de «diablo» y acusó a la CIA de ser responsable del asesinato del político chileno Orlando Letelier (exministro de Salvador Allende), ocurrido en Washington D. C. en 1976 (20 de septiembre de 2006).
El 11 de septiembre de 2008, Chávez expulsa al embajador de Estados Unidos en Venezuela Patrick Duddy, en señal de solidaridad con su homólogo boliviano Evo Morales, que tomó una decisión similar la noche anterior, al expulsar al embajador estadounidense de Bolivia. En respuesta, el gobierno de los Estados Unidos expulsó al embajador de Bolivia y de Venezuela de su país.

### México
En noviembre de 2005, Chávez tuvo desencuentros diplomáticos con el presidente de México, Vicente Fox, por diferencias sobre el ALCA en la IV Cumbre de las Américas. El presidente venezolano declaró: «Da tristeza que un pueblo heroico como el de México tenga un Presidente que se arrodille al Imperio y cumpla el papel triste, que fue a cumplir a la Cumbre de las Américas». Después llamó al presidente Fox «cachorro del Imperio». Tras esas declaraciones subidas de tono, el Gobierno mexicano retiró a su embajador esperando una disculpa formal por parte del Gobierno venezolano. Ante esa acción Chávez tomó la decisión de congelar las relaciones mexicano-venezolanas, limitándolas al nivel de encargados de negocios.
Durante la campaña electoral mexicana de 2006, el Partido Acción Nacional (órgano político al que pertenece Vicente Fox), difundió por televisión una serie de anuncios en contra Chávez. En unos de los anuncios transmiten las declaraciones de Chávez sobre el presidente mexicano en las que lo acusaba de intolerante y trataba de vincularlo negativamente con el izquierdista y entonces contendiente a la candidatura presidencial mexicana, Andrés Manuel López Obrador. Estos anuncios provocaron una degradación diplomática entre ambos países.
Después de la controversia electoral que hubo en México ante Tribunal Federal Electoral, finalmente Felipe Calderón Hinojosa queda como presidente del país.
El presidente Hugo Chávez no reconoce el triunfo de Calderón. Después de la toma de poder en septiembre de 2006, el presidente mexicano Felipe Calderón Hinojosa ha tratado de reconstruir la relación entre México y Venezuela, al igual con Cuba.
Finalmente con el advenimiento de un nuevo sexenio, el actual presidente Enrique Peña Nieto incito a colaborar con Venezuela de facto, respetando sus puntos de vista y acuerdos, por lo que por primera vez en muchos años un presidente Mexicano visita Venezuela aun por un corto tiempo, dando a entender la progresiva reapertura de relaciones entre ambos países.

### Paraguay

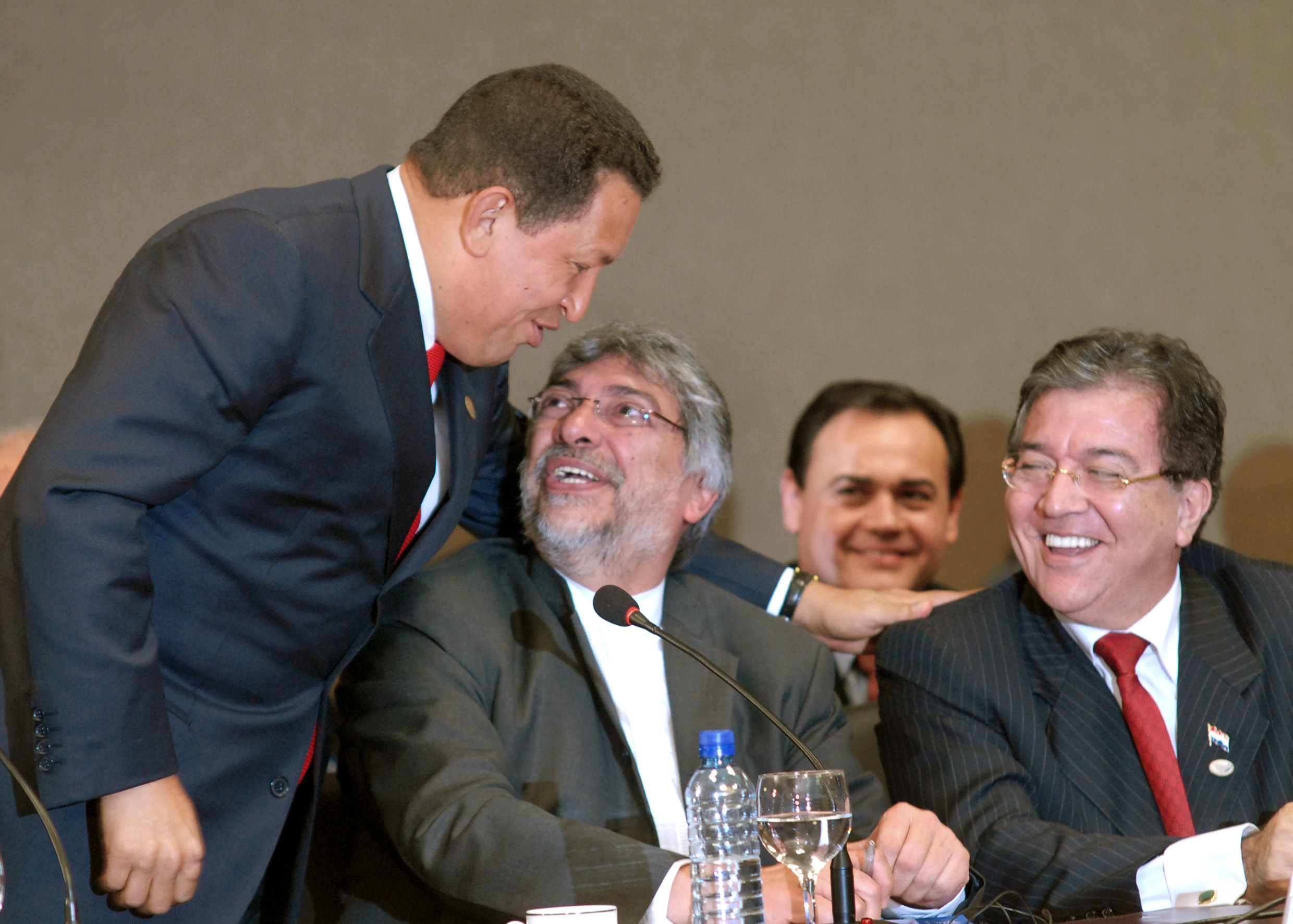
Chávez conversa con el presidente Fernando Lugo (2008).

Un cable diplomático del embajador estadounidense en Paraguay, James Cason, reportó a Washington el 17 de mayo de 2007: «Funcionarios municipales locales le dijeron a funcionarios de la embajada estadounidense que Venezuela proveyó de entrenamiento a líderes campesinos en movimientos sociales de vanguardia. Venezuela financió vuelos de cientos de paraguayos pobres para que vuelen a Cuba a hacerse cirugías oculares y Venezuela parece ganar aliados a niveles grandiosos, a medida que las élites se notan más nerviosas». A su vez, escribió: «Se ha alegado que se le ofreció asistencia (a Fernando Lugo) de la embajada de Venezuela por órdenes de Chávez y (este) señaló interés en recibir dicha financiación», que «Chávez no debe ser subestimado» y que «está claro que necesitamos más (y más flexibles) recursos y herramientas para contraatacar los esfuerzos de Chávez». Este cable se hizo público en junio de 2011.

### Perú
En junio de 2001, el gobierno de Chávez fue acusado de proteger a Vladimiro Montesinos, asesor del expresidente peruano Alberto Fujimori. Por ese entonces, Montesinos estaba prófugo de la justicia peruana, acusado de corrupción durante el gobierno de Fujimori. Se tejieron muchas incógnitas en lo que fue este caso. Sobre todo por las reiteradas veces que el gobierno negó que estuviese en el país. El presidente venezolano Hugo Chávez reveló, en el cierre del XIII Consejo Presidencial Andino en Valencia (100 km al oeste de Caracas), que Vladimiro Montesinos había sido apresado la noche del sábado por la Dirección de Inteligencia Militar (DIM). En diciembre de 2000, la prensa peruana evocó vinculaciones de Montesinos con el gobierno de Venezuela, al recordar que un centenar de militares rebeldes de la Fuerza Aérea Venezolana huyeron hacia ese país luego de fracasar su intentona golpista en Venezuela el 27 de noviembre de 1992.
En enero de 2006 el gobierno de Alejandro Toledo llamó a consultas a su embajador en Caracas, después de que Chávez apoyara abiertamente a Ollanta Humala, tensando la relación entre ambos países. El periódico Página/12 escribió en ese tiempo que Chávez «ya se convirtió en un personaje central de la campaña electoral peruana». El clímax de éste apoyo llegó el 29 de abril de 2006, cuando Chávez dijo:

Si por obra del demonio el señor García llega a ser elegido presidente del Perú voy a retirar a mi embajador, porque con un presidente así Venezuela no va a tener relaciones con el Perú.

Chávez agregó que el candidato Alan García era un «ladrón y mentiroso» y que tanto él como el presidente de la República del Perú, Alejandro Toledo, son «caimanes del mismo pozo». El gobierno de Toledo respondió a estos dichos rompiendo relaciones con Venezuela y retirando a su embajador. En los primeros días de mayo del 2006, el gobierno de Hugo Chávez retiró a su embajador de Lima, con lo que las relaciones diplomáticas entre ambos países quedaron suspendidas. García llamó a Chávez «sinvergüenza» por criticar las firmas del TLC con Estados Unidos por parte de Colombia y Perú y se refirió tanto a él como al presidente Evo Morales como «chicos malcriados».
Para 2016 el fiscal peruano Germán Juárez investigaba una presunta carta escrita por Chávez a Humala el 30 de mayo de 2006 donde Chávez le informaba del envío de 600.000 dólares a través de un agregado militar venezolano y le pedía información de otros 2 millones de dólares «invertidos» en su campaña, así como le pedía que quemara la carta «por el bien de todos, ésta es una ayuda revolucionaria». Según Juárez, el intermediario que haría llegar la carta a Humala no se la pudo entregar porque Humala nunca llegó al encuentro pactado en el hotel limeño Los Delfines. Humala ha reconocido financiamiento a su campaña desde Venezuela, pero a través de empresas privadas venezolanas.
Alan García y Chávez acordaron normalizar las relaciones con Perú en 2007, tras coincidir en la asunción de Rafael Correa en Ecuador.

## Asia

### Irán
Entrados en el siglo XXI, con la llegada a la presidencia de Hugo Chávez, se fortalecieron los lazos con el gobierno de Irán, en particular en el área de producción energética y de cooperación económica e industrial. Chávez visitó a Irán en varias ocasiones, la primera vez en mayo de 2001. Mohammad Jatamí también visitó Venezuela en tres oportunidades. Durante su visita de 2005, Chávez lo condecoró con la Orden del Libertador Simón Bolívar y lo llamó un “incansable luchador por todas las causas justas en el mundo”.

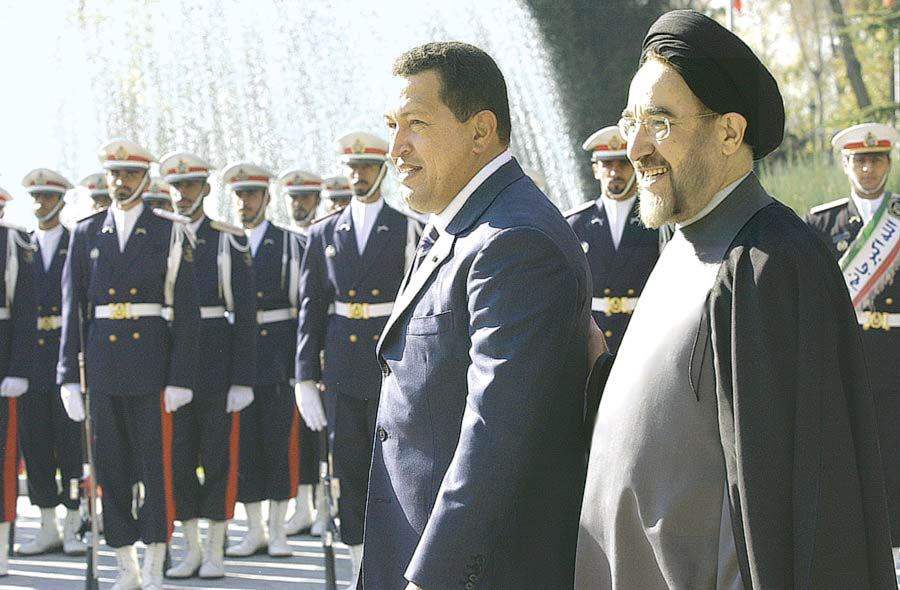
Hugo Chávez, junto a su homólogo iraní Mohammad Khatami. 28 de noviembre de 2004.

En marzo de 2005, el gobierno de Venezuela firmó una ley de cooperación entre ambos gobiernos en materia económica, cultural, científica y tecnológica (conversado en 2001, durante la visita de Hugo Chávez), por cinco años renovables, siendo publicado en la Gaceta Oficial extraordinaria Nro 5762, del 1.º de marzo de 2005, suscrito en Teherán a fines de agosto de 2004.
Mahmoud Ahmadinejad fue elegido presidente de Irán, el 3 de agosto de 2005. Desde entonces, Ahmadinejad y Chávez se visitaron varias veces y firmaron más de 270 acuerdos bilaterales para apoyar múltiples campañas de desarrollo social e infraestructural nacional. En mayo de 2006, Hugo Chávez expresó que tenía una opinión favorable acerca de la producción de energía nuclear anunciada por Mahmud Ahmadineyad y negó que ellos tuviesen planes de desarrollar armas atómicas. Su relación con Irán y su apoyo del programa nuclear iraní creó preocupación en el gobierno estadounidense de George W. Bush.
Unos meses después, Chávez realizaría una visita de dos días a Irán, en momentos en los que el gobierno iraní enfrentaba críticas y protestas internacionales por continuar desarrollando su programa nuclear. El día del cumpleaños de Chávez, el 28 de julio, el presidente Mahmud Ahmadineyad lo honró con la máxima condecoración iraní, por apoyar a Teherán en su enfrentamiento nuclear con la comunidad internacional.
La agencia internacional de noticias Reuters, informó que Chávez le dijo a una multitud congregada en la Universidad de Teherán que “Si el imperio de los Estados Unidos tiene éxito en consolidar su dominación, entonces la humanidad no tiene futuro. Por lo tanto, tenemos que salvar a la humanidad y poner fin al imperio norteamericano”. Los informes añaden que Chávez despotricó contra Israel y etiquetó a la ofensiva israelí contra el Líbano de 2006 como “fascista y terrorista”. Ahmadineyad condecoraría a Chávez con la más alta medalla de Irán.
En tiempos en que Venezuela y Rusia estaban trabajando en cooperación nuclear, el ministro iraní de Ciencia, Investigación y Tecnología, Mohammad-Mehdi Zahedi, encabezó una delegación iraní hacia Caracas para tener conversaciones con altos funcionarios y hacer un seguimiento de la implementación de los acuerdo que habían sido firmados en 2006, entre ambos países. Adicionalmente, también se crearon dos comités técnicos y educacionales para implementar los acuerdos iraníes-venezolanos.
Se firmó un acuerdo que fue anunciado por primera vez, en diciembre de 2006, por parte de Teherán y el gobierno del presidente Hugo Chávez, para la construcción de cuatro tanqueros petroleros tipo Aframax, construidos por Iran Marine Industrial Company (SADRA) en su astillero de Bushehr. Los dos primeros fueron terminados en 2017 y 2019, bautizados como Arita y el segundo tanquero, recientemente rebautizado como Anita, capaz de transportar unos 800 mil barriles de petróleo. Los buques fueron entregados en 2020 y 2022.
En 2006, la prensa iraní publicó una serie de informes que sugerían que el gobierno de Venezuela estaba interesado en venderle a Irán sus 21 aviones caza F-16 Fighting Falcon, un anunció que resultó controvertido. Los rumores fueron confirmados, cuando un asesor de Hugo Chávez le comentó a la agencia de noticias Associated Press que “Los militares de Venezuela están considerando vender su flota de jets caza F-16 hechos en los Estados Unidos a otro país, posiblemente Irán, en respuesta a un embargo sobre las ventas de armas estadounidense al gobierno del Presidente Hugo Chávez”. En respuesta, Sean McCormack, portavoz del Departamento de Estado de los Estados Unidos, advirtió a los venezolanos diciendo que: “Sin el consentimiento escrito de los Estados Unidos, Venezuela no puede transferir esos artículos de defensa, en este caso F-16s, a un tercer país”.
El 16 de marzo de 2007, Hugo Chávez dijo en una entrevista televisiva que no estaba de acuerdo con el discurso “Un mundo sin sionismo”, pronunciado por su par iraní Ahmadineyad, en el que éste habría llamado a “borrar a Israel del mapa”. Chávez por su parte dijo que “No apoyo causarle daño a ninguna nación”. Los dos presidentes declararon un "eje de unidad" contra el "imperialismo estadounidense", en julio de 2007.
El 5 de octubre de 2008, el entonces Ministro de Relaciones Exteriores de Venezuela, Nicolás Maduro, visitó a Ahmadinejad en Teherán. Posteriormente, durante la cumbre de los países miembros del G-20, que tuvo lugar en la capital británica de Londres, en 2009, Hugo Chávez y Mahmud Ahmadineyad tuvieron su propia cumbre bilateral que denominaron la Cumbre del G-2, en la que anunciaron la formación de un banco conjunto de desarrollo iraní-venezolano, con un capital inicial de unos USD 200 millones.
Durante una visita a Irán en 2010 de Hugo Chávez, condenó las amenazas de ataques militares contra Irán por parte de algunos países. También dijo que como resultado de "grandes amenazas", era necesario "consolidar alianzas estratégicas en las áreas política, económica, tecnológica, energética y social". Mahmoud Ahmadinejad, también apoyó los comentarios para una alianza estratégica. Los dos países también firmaron acuerdos en áreas como petróleo, gas natural, textiles, comercio y vivienda pública.[cita requerida]
En mayo de 2011, el presidente de Estados Unidos, Barack Obama, impuso sanciones a la compañía petrolera estatal de Venezuela, PDVSA, por desafiar la ley de Estados Unidos y enviar a Irán dos camiones cisterna con un producto petrolero. En septiembre de 2011, Ahmadinejad pospuso una visita a Caracas, mientras Chávez se recuperaba de una cuarta ronda de tratamiento contra el cáncer, según funcionarios. Varios días antes, los dos países habían firmado acuerdos de cooperación en manufactura, energía, construcción y agricultura; durante conversaciones en Caracas. Por esta época, Maduro afirmó que “Si bien el imperialismo y sus élites criminales han declarado la guerra al pueblo musulmán, desde hace más de 10 años, nosotros en la Revolución Bolivariana, liderada por el presidente Chávez, declaramos nuestro amor por la cultura del pueblo musulmán, toda su historia, y declaramos nuestra eterna hermandad.”

### Israel y Palestina
El 3 de agosto de 2006, el presidente de Venezuela Hugo Chávez, anunció el retiro de su encargado de negocios (representante diplomático de máximo rango en Israel), tras condenar reiteradamente la ofensiva israelí sobre el Líbano, calificando al Estado de Israel de «asesinos». 
El mandatario venezolano expresó que: «No tiene ningún interés de mantener relaciones diplomáticas con Israel». La respuesta no se hizo esperar, ya que 4 días después, Israel convocó a su embajador en Venezuela Shlomo Cohen, en respuesta a las «posiciones unilaterales» adoptadas por Venezuela. Unos meses después, las relaciones continuaron. 
Israel consideró una degradación de sus relaciones con Venezuela, a la luz de la «línea antiisraelí» adoptada por el gobierno, bajo la presidencia de Hugo Chávez. Israel expresó preocupación por la creciente alianza entre Chávez y su homólogo Mahmud Ahmadinejad.
Durante una ofensiva militar israelí contra la franja de Gaza en 2009, Chávez calificó a Israel de «Estado genocida» y anunció la ruptura de relaciones con el país. En 2010 Chávez declaró en un acto oficial: «Maldito seas, Estado de Israel. Maldito seas, terrorista y asesino. Viva el pueblo palestino».
También existió preocupación en el seno de la comunidad judía de Venezuela, de unos 12.000 miembros, debido a las presuntas intenciones de Chávez de centralizar el sistema educativo, lo que afectaría a las escuelas privadas en general, incluidas las hebreas.[cita requerida]

## Europa

### Bielorrusia
La cooperación militar entre Bielorrusia y Venezuela comenzó bajo el presidente Hugo Chávez. 
8 de diciembre de 2007, se firmó un acuerdo en Caracas sobre la creación de un sistema unificado de defensa aérea y EW por parte de especialistas militares bielorrusos en Venezuela. En 2008, diez asesores militares de las fuerzas armadas bielorrusas llegaron al país latinoamericano. Más tarde, su número aumentó. El general Oleg Paferov dirigió el grupo. Para 2013, los bielorrusos completaron su trabajo.
Del 28 de marzo al 18 de abril de 2008, 16 empleados del grupo Alfa (Agencia de Seguridad del Estado), el (SOBR) Tropas internas del Ministerio del interior de la República de Belarús, Servicio de seguridad del presidente de Bielorrusia y la sociedad deportiva Dinamo estuvieron en una expedición en Venezuela. El lema del evento fue «fuerzas especiales de países amigos en la lucha contra el terror internacional». Toda la expedición fue dirigida por Andrei Krasovsky, jefe del centro de entrenamiento especial de Dinamo. Las fuerzas especiales realizaron un taller de lucha contra el terrorismo, tomaron un curso de supervivencia en la jungla y el 11 de abril escalaron el Pico Bolívar.
En 2008—2011, los combatientes de DISIP/SEBIN visitaron Bielorrusia y recibieron un curso de entrenamiento del centro de entrenamiento de sociedad deportiva Dynamo y la 5.ª brigada especial separada.

### España

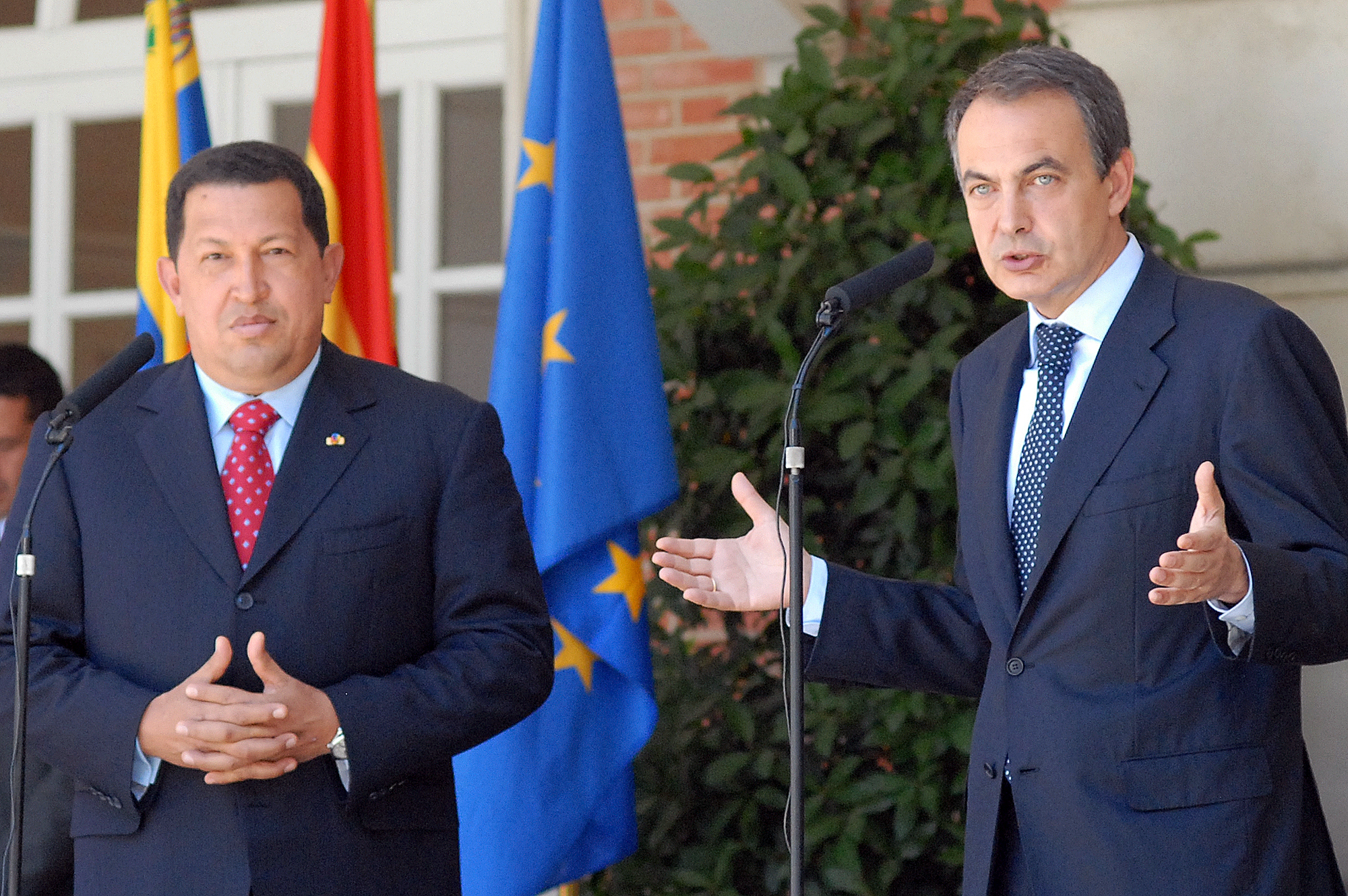
El presidente del Gobierno Español José Luis Rodríguez Zapatero, en una rueda de prensa con Hugo Chávez, presidente de Venezuela.

Las relaciones con el gobierno conservador de José María Aznar eran delicadas; España fue el segundo país en reconocer al gobierno de Pedro Carmona, surgido del golpe de Estado (EE. UU. había sido el primero). Surgieron críticas contra Aznar dentro de España, por parte del partido Izquierda Unida, cuyo portavoz Gaspar Llamazares afirmó que "el hecho de que Aznar «levantara el teléfono» a Carmona demuestra su apoyo al golpe". El gobierno de Chávez también sugirió un supuesto apoyo del embajador Manuel Viturro al gobierno surgido del Golpe de Estado del 11 de abril de 2002.
Posteriormente, con el cambio de ejecutivo en España, las relaciones mejoraron ostensiblemente cuando el presidente socialista José Luis Rodríguez Zapatero lo relevó en el cargo, llegando a firmarse acuerdos bilaterales para la venta de barcos y material militar español a Venezuela. No obstante, el 10 de noviembre de 2007, durante la clausura de la XVII Cumbre Iberoamericana que se desarrollaba en Chile, se produjo un grave incidente cuando Chávez acusó al antiguo Presidente del Gobierno de España, José María Aznar, de haber apoyado el intento de golpe de Estado del 2002, llamándolo “fascista” y "racista", entre otros calificativos. El presidente del Gobierno Español usó su tiempo para exigir a Chávez "respeto" para Aznar "ya que, más allá de diferencias ideológicas, es un mandatario democrático y elegido por el pueblo español", siendo interrumpido repetidamente a micrófono cerrado por Chávez, quien pedía al Jefe de Gobierno de España que le dijera eso mismo a Aznar. El rey de España, que estaba sentado al lado de Rodríguez Zapatero, le espetó a Chávez “¿Por qué no te callas?”. Este incidente diplomático aumentó la tensión entre España y el gobierno venezolano.

En los días siguientes, el gobierno español intentó rebajar la tensión y restar importancia al choque, mientras Chávez fue incrementando las tensiones, a través de repetidas declaraciones acerca del incidente, afirmando, el 14 de noviembre, que: 
"Las empresas españolas van a tener que empezar a rendir más cuentas y que yo voy a meterles el ojo a ver qué están haciendo aquí, a todas las empresas españolas que estén en Venezuela.
Lo que fue considerado como una amenaza a los intereses empresariales españoles en Venezuela. El 25 de julio de 2008, Chávez hizo una visita a España tras su gira europea, donde se entrevistó con el Rey don Juan Carlos I y el presidente del Gobierno José Luis Rodríguez Zapatero.

El encuentro con el Rey fue cordial y se disculpó, llegando este último a regalarle una camiseta con la famosa frase ¿Por qué no te callas?, dando por zanjadas las desavenencias que habían surgido en la Cumbre Iberoamericana. Más aún, Chávez ofreció a España una colaboración mediante el intercambio de petróleo por un fondo de alimentos y tecnología, similar al que ya mantiene Venezuela con Portugal. Durante la rueda de prensa que siguió al encuentro, afirmó que:
Don Juan Carlos, José Luis Rodríguez Zapatero, y el ministro español de exteriores, Miguel Ángel Moratinos, los tres son buenos amigos y las reuniones fueron muy buenas, en un clima extraordinario.

### Rusia
Bajo el presidente Hugo Chávez, Venezuela ha mantenido relaciones cálidas con Rusia. Gran parte de esto es a través de la venta de equipo militar; desde 2005, Venezuela ha comprado más de $ 4 mil millones en armas de Rusia. En mayo de 2005 el gobierno compró 100 mil fusiles de asalto Kalashnikov de calibre 7,62 milímetros por 39, a Rusia, el precio de cada fusil es de 186,22 dólares, incluidos cuatro cargadores de 30 cartuchos y la bayoneta. El primer lote de 28.000 fusiles llegó a Venezuela en octubre, el segundo a principios de enero de 2006 y la partida final en marzo de 2007. Se anunció un programa para capacitar a 45 técnicos venezolanos se capacitarán durante once meses en Rusia para aprender el proceso de fabricación. En octubre la Asamblea Nacional aprueba un acuerdo entre Venezuela y Rusia según gaceta oficial N°39.527 En julio de 2006 el gobierno de Hugo Chávez realizó un pedido a Rusia para la compra de 24 aviones Sukhoi 30 Mk2 cuyas cuatro primeras unidades llegaron en noviembre. El pedido se completó en 2008, valorados en 40 millones de dólares cada avión (aproximadamente 980 millones de dólares en total).
En septiembre de 2008, Rusia envió bombarderos Tupolev Tu-160 a Venezuela para realizar vuelos de entrenamiento.En noviembre de 2008, ambos países realizaron un ejercicio naval conjunto en el Caribe. Tras las dos visitas de Chávez a Moscú en julio y septiembre de 2008, el vice primer ministro ruso Igor Sechin llegó a Venezuela para allanar el camino para una tercera reunión en cinco meses entre sus dos presidentes.

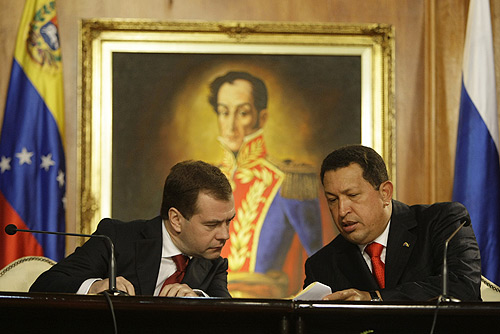
Dmitri Medvédev y Hugo Chávez en Caracas, noviembre de 2008.

En noviembre de 2008, Venezuela y Rusia discutieron 46 posibles acuerdos de cooperación durante una Comisión Intergubernamental. El vicepresidente venezolano Ramón Carrizalez y Sechin revisaron una serie de iniciativas que Chávez y el presidente ruso Dmitri Medvédev firmarían a finales de mes. El ministro venezolano de Relaciones Exteriores, Nicolás Maduro, agregó a las agresivas iniciativas de política exterior buscadas por Chávez al afirmar que "el mundo unipolar está colapsando y terminando en todos los aspectos, y la alianza con Rusia es parte de ese esfuerzo para construir un mundo multipolar". Los dos países discutieron la creación de un banco binacional de inversión, la apertura de una ruta aérea directa entre Caracas y Moscú, la construcción de una planta de aluminio, la construcción de una plataforma de gas en la costa venezolana, La adquisición de aviones y barcos rusos por parte de Venezuela. Mientras que los dos países también llegaron a acuerdos sobre el desarrollo del espacio ultraterrestre y el uso de la energía nuclear. Maduro agregó que los dos países "desarrollarán todo lo que tiene que ver con la tecnología y los satélites en el espacio", mientras continúan trabajando en el uso de la energía nuclear con medios pacíficos para generar energía alternativa.
Venezuela buscó desarrollar minas en sus mayores depósitos de oro con ayuda de la ayuda rusa. Ministro venezolano de Minería, Rodolfo Sanz, dijo a una delegación rusa que se firmaría un memorando de entendimiento con el ruso Rusoro para operar Las Cristinas, Y Brisas proyectos mineros con el gobierno venezolano. El primero, uno de los mayores proyectos de oro de América Latina, estaba bajo contrato con la empresa ruso-canadiense Crystallex, que había esperado en vano durante años una licencia ambiental para comenzar la minería. El ministro, sin embargo, dijo que el gobierno estaba tomando el control de la mina para comenzar a trabajar en 2009.
Otros vínculos estaban en vísperas cuando Hugo Chávez dijo que un acuerdo para la instalación nuclear de Humberto Fernández-Morán sería firmado en la visita del presidente ruso Dmitri Medvédev a Venezuela acompañado por una flota rusa de buques de guerra a mediados de noviembre de 2008. Chávez también reveló que los técnicos nucleares rusos ya estaban En el trabajo en Venezuela.
Como una flotilla rusa, incluyendo el buque de guerra nucleoeléctrico Pyotr Velikiy, Pedro el Grande, estaba en camino hacia el Caribe para ejercicios navales con Venezuela, los analistas vieron la medida como una respuesta geopolítica a Apoyo de los EE. UU. para Georgia después de la guerra de Ossetia del sur 2008. También se han vendido aviones de combate rusos a Venezuela, mientras que Caracas compró 100.000 rifles de asalto (AK-103) para reemplazar los fusiles anticuados de su ejército. Sin embargo, el viceministro de Relaciones Exteriores de Rusia, Serguéi Riabkov, minimizó la relevancia de tales movimientos. "Parece que todo el mundo ha estado acostumbrado durante mucho tiempo a nuestros buques de guerra en bases navales y aviones de guerra en hangares. Como para siempre ", dijo Ryabkov.

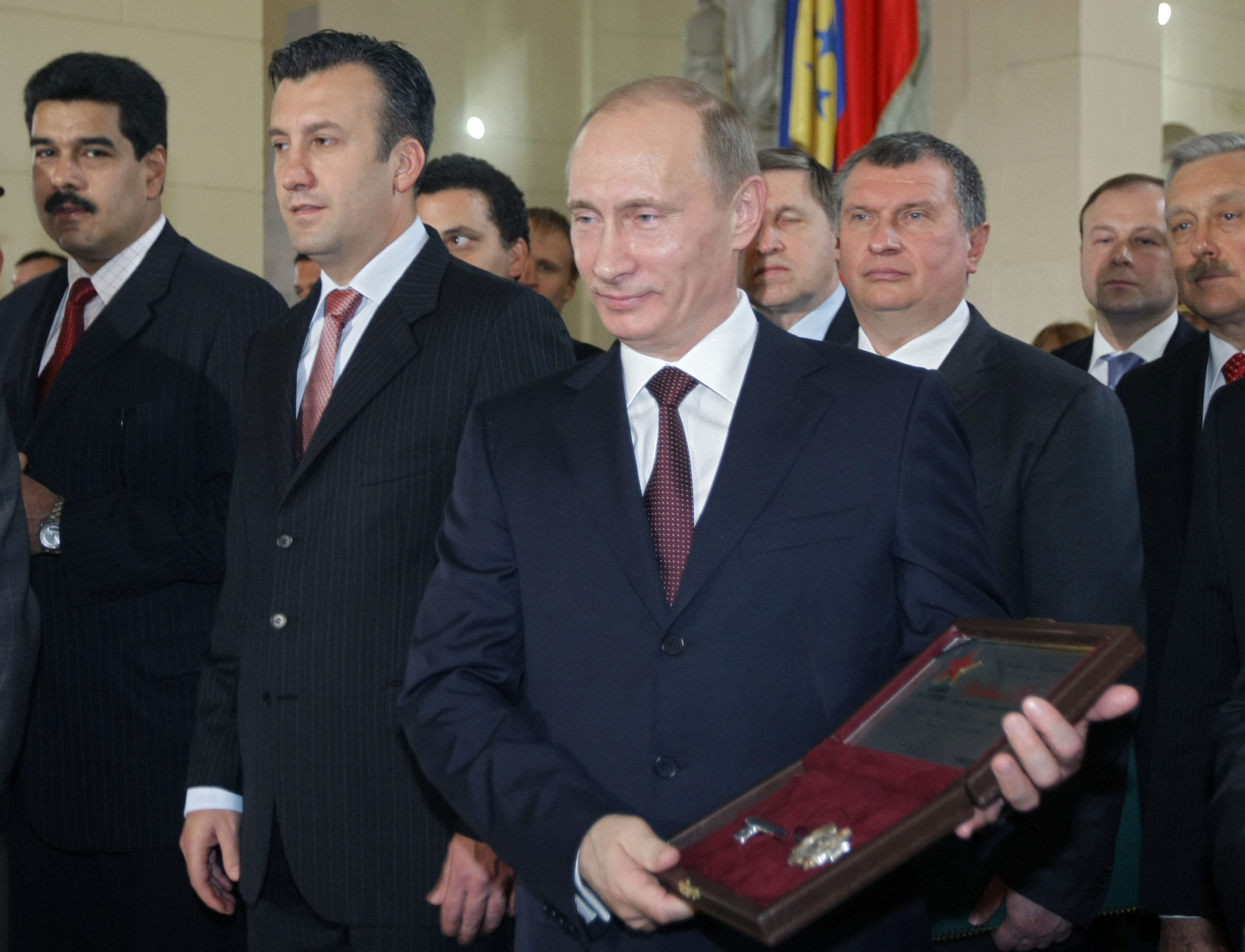
El canciller Nicolás Maduro, el ministro Tareck El Aissami con Vladímir Putin durante la entrega a este de las llaves de la ciudad de Caracas. 2010.

En septiembre de 2009 Rusia aprobó un préstamo de $ 2 mil millones a Venezuela. 2010 por acuerdo entre el Fondo de Vivienda del alcalde de Moscú y el Ministerio de Vivienda de Venezuela Contratistas rusos que participan en la "Gran Misión de Vivienda" para la construcción de un típico panel de viviendas. Según 13stroy.ru, construyó unos 10 mil apartamentos en casas de vecinos. El proyecto involucra no sólo la construcción de viviendas e infraestructura, sino también la organización de nueve empresas conjuntas para la producción de materiales de construcción.
En abril de 2010 llegó de visita el primer ministro de Rusia, Vladímir Putin, quien firmó con el presidente Hugo Chávez 31 acuerdos en materia energética, agrícola, educativa, comercial y tecnológica en su visita a Venezuela. Vladímir Putin entregó a Chávez un bono por valor de US$600 millones a modo de avance para el proyecto conjunto en la explotación del campo Junín 6 en la faja petrolífera del Orinoco, que pretende extraer hasta 450.000 barriles diarios de crudo. También se realizó la compra de 2.250 automóviles rusos LADA como primer paso hacia la posible construcción de una planta de ensamblamiento de vehículos. En octubre de 2010, Hugo Chávez visitó Rusia, donde firmó un acuerdo para construir la primera planta de energía nuclear de Venezuela, además de comprar 1.600 millones de dólares en activos petroleros.  El ministro de Energía venezolano, Rafael Ramírez Carreño, dijo que el principal uso de la energía nuclear en su país estaría en la generación de electricidad; la futura planta tendría 500 megavatios de potencia. El 6 de octubre de 2011, el vice primer ministro ruso, Igor Sechin, se apresuró a Caracas para que Chávez se comprometiera a un préstamo de 4 mil millones de dólares para comprar armas rusas. Para 2011, Venezuela fue el principal cliente de los brazos de Rusia para las fuerzas terrestres.

## Organizaciones internacionales
Muchos analistas creen que Chávez influyó para que el chileno José Miguel Insulza, candidato que no contaba con el apoyo de Estados Unidos, resultara elegido secretario general de la OEA.[cita requerida]

### Liga Árabe
En 2006, Venezuela fue aceptada como miembro observador de la Liga Árabe.

### OPEP

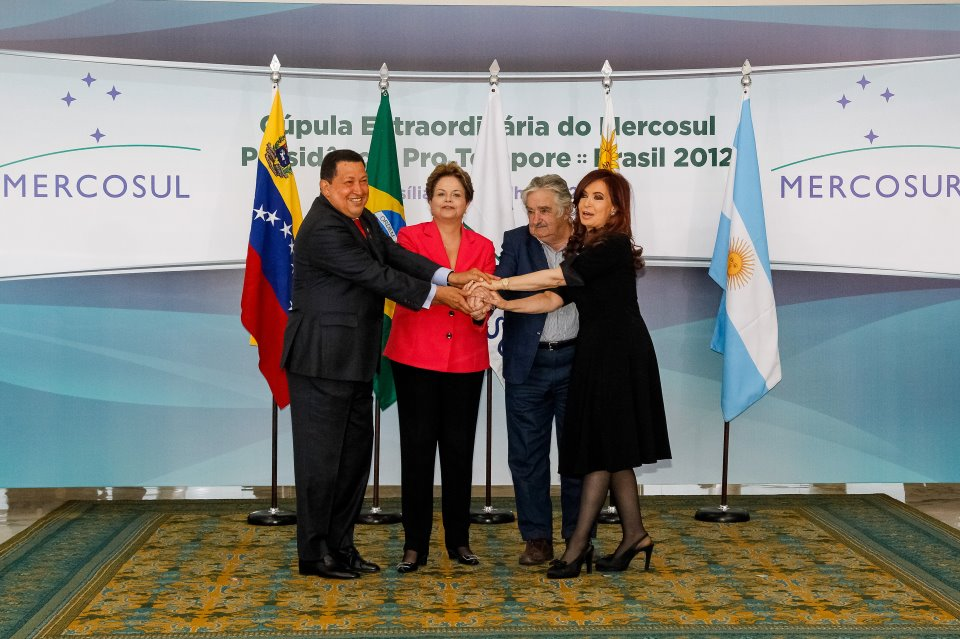
Reunión de cuatro presidentes de los cinco países miembros del Mercosur: Venezuela, Brasil, Uruguay y Argentina (Paraguay se encontraba suspendido del bloque).

Desde que Chávez llegó al poder, se ha ido acercando a los países árabes y musulmanes, teniendo en cuenta que la mayoría de estos, al igual que Venezuela, son grandes productores y exportadores de petróleo. Chávez promovió la celebración de una cumbre extraordinaria con los países de la OPEP y visitó todos los países miembros, incluyendo a Libia, Irán e Irak (siendo este último gobernado por Saddam Hussein). De esta manera, Chávez logró estrechar las relaciones con los países de Medio Oriente, con quienes mantuvo intereses comunes en el área energética.

### Mercosur
Venezuela fue incluida en el Mercosur. Por la oposición de Paraguay, su incorporación como socio pleno se dio en el año 2012, sin embargo, sus tratativas de ingresar a esta Organización desde el 2006 (con el apoyo por parte de Brasil, Argentina y Uruguay), han dado un viraje a Venezuela hacia esta comunidad de naciones, planteando en la agenda, no sólo temas comerciales sino sociales.
Se proyectó la creación del Gran Gasoducto del Sur, que iría desde el Caribe hasta el Río de la Plata, donde participarían los países del Mercosur y Bolivia, pero que no se concretó.